# Ágios Nikólaos (ort i Grekland, Epirus, Thesprotia)
Ágios Nikólaos är en ort i Grekland.   Den ligger i prefekturen Thesprotia och regionen Epirus, i den nordvästra delen av landet, 300 km nordväst om huvudstaden Aten. Ágios Nikólaos ligger 219 meter över havet och antalet invånare är 211.
Terrängen runt Ágios Nikólaos är varierad. Ágios Nikólaos ligger nere i en dal. Runt Ágios Nikólaos är det glesbefolkat, med 12 invånare per kvadratkilometer. Närmaste större samhälle är Filiátes, 11,2 km söder om Ágios Nikólaos. I omgivningarna runt Ágios Nikólaos växer i huvudsak blandskog.